# Скориков, Юрий Иванович
Скориков Юрий Иванович (4 июля 1924, Нальчик — 19 ноября 1994, Горячий Ключ, Кубань) — советский живописец, заслуженный художник РСФСР (1965), член Санкт-Петербургского Союза художников (до 1992 года — Ленинградской организации Союза художников РСФСР).

## Биография
Юрий Иванович Скориков родился 4 июля 1924 года в городе Нальчик. В 1946—1952 годах учился в Ленинградском институте живописи, скульптуры и архитектуры имени И. Е. Репина. В 1952 году окончил институт по мастерской профессора М. И. Авилова с присвоением квалификации художника живописи. Дипломная работа — картина «Новый урожай».
После окончания института Скориков продолжил занятия в творческой мастерской под руководством Народного художника СССР А. М. Герасимова. С 1952 года участвовал в выставках, экспонируя свои работы вместе с произведениями ведущих мастеров изобразительного искусства Ленинграда. Писал жанровые и исторические картины, портреты, пейзажи, главным образом посвящённые людям и природе Кубани, героическим страницам истории терского казачества.
В 1954 году был принят в члены Ленинградского Союза художников.
В 1957 году Скориков создал первую картину из серии «Таманский поход», над вариантами воплощения этой темы художник будет работать на протяжении всей жизни. Преподавал в Академии художеств в мастерской профессора И. А. Серебряного. С середины 1950-х ежегодно с весны и до глубокой осени Скориков жил и работал в своём доме с мастерской в городе Горячий Ключ.
В течение нескольких десятков лет на расположенной здесь Творческой даче Союза художников РСФСР он руководил группами художников. Потомок терских казаков, Скориков создал здесь сотни произведений, посвящённых красоте природы Предгорья, а также многочисленные этюды к своей главной картине «Таманский поход». Автор картин «Этюд» (1953), «Портрет А. А. Починкова» (1954), «Год 1918-й» (1960), «Таманский поход» (1960), «С. М. Киров на Кавказе», «Художник М. Б. Греков», «На поле боя», «В горах Кавказа» (все 1964), «На Царицынском фронте», «Партизаны», «Солдатская дружба» (все 1967), «Штаб Таманской армии» (1975), «Партизанские тропы» (1977), «Год 1918-й» (1980), «Таманский поход. Год 1918-й» (1994) и других.
На рубеже 1980-х и 1990-х годов работы Юрия Скорикова в составе экспозиций произведений ленинградских художников были представлены европейским зрителям на целом ряде зарубежных выставок.
Скончался 19 ноября 1994 года в Горячем Ключе на 71-м году жизни.
Произведения Ю. И. Скорикова находятся в Русском музее, в музеях и частных собраниях в России, Великобритании, Италии, КНР, Финляндии, Франции, Японии и других странах.

## Выставки
- 1953 год (Ленинград): Весенняя выставка произведений ленинградских художников.
- 1954 год (Ленинград): Весенняя выставка произведений ленинградских художников.
- 1957 год (Ленинград): 1917—1957. Выставка произведений ленинградских художников.
- 1960 год (Ленинград): Выставка произведений ленинградских художников.
- 1960 год (Москва): Советская Россия. Республиканская художественная выставка.
- 1964 год (Ленинград): Ленинград. Зональная выставка.
- 1965 год (Москва): Советская Россия. Вторая Республиканская художественная выставка.
- 1975 год (Ленинград): Наш современник. Зональная выставка произведений ленинградских художников.
- 1976 год (Москва): Изобразительное искусство Ленинграда.
- 1977 год (Ленинград): Выставка произведений ленинградских художников, посвящённая 60-летию Великого Октября.
- 1980 год (Ленинград): Зональная выставка произведений ленинградских художников.
- Февраль 1991 года (Париж): Выставка «Русские художники».
- Апрель 1991 года (Париж): Выставка «Русские художники».
- Март 1992 года (Париж): Выставка «Санкт-Петербургская школа».
- 1997 год (Санкт-Петербург): Связь времён. 1932—1997. Художники — члены Санкт-Петербургского Союза художников России.